# シケリア遠征
シケリア遠征（シケリアえんせい）は、ペロポネソス戦争中の紀元前415年から紀元前413年にかけてアテナイが実施した、シケリア方面に対する軍事作戦である。
この遠征の目的も命令系統も不確かであり、遠征軍の規模も当初の計画である60隻の船で小部隊を送るというものから、大艦隊と重装歩兵の大部隊派遣にまで拡大した。当初の司令官の一人であったアルキビアデスは、艦隊がシケリアに到着する前に解任され、裁判のために送り返された。それでも初期には成功を収めることができた。このアテナイの脅威に対して、シケリアで最有力の都市であるシュラクサイの反応は非常に鈍く、結果として、スパルタ軍が到着する前にアテナイはシュラクサイを封鎖するための攻城堡塁をほとんど完成していた。スパルタの将軍ギュリッポスは、到着するや否やシュラクサイ市民の行動を促した。この時点からアテナイは主導権を失い、戦争の流れは変わった。アテナイから増援部隊が送られると一旦は優勢を取り戻したが、しかし戦略的に重要な地点での大敗北と幾つかの海戦での敗北は、包囲軍の戦闘能力と士気を低下させ、アテナイ軍は攻略を予定していたシュラクサイから陸伝いに脱出せざるを得なくなった。この試みも失敗し、最終的には遠征軍のほとんどがシケリア内陸部で降伏するか戦死した。
この敗北の影響は大きかった。200隻の軍船と、アテナイ市民のかなりの割合を占める数万人の市民が、この遠征で失われた。ギリシア本土でのアテナイの敵対勢力とペルシア帝国は行動を起こし、エーゲ海でも反乱が発生した。この敗北はペロポネソス戦争の転換点でもあり、これから10年間アテナイは苦しむこととなる。トゥキディデスは、当時のギリシア人はアテナイがシケリアで敗北したことよりも、遠征失敗後にも長期間戦い続け膨大な損害をこうむったことに驚いたと観察している。

## 背景

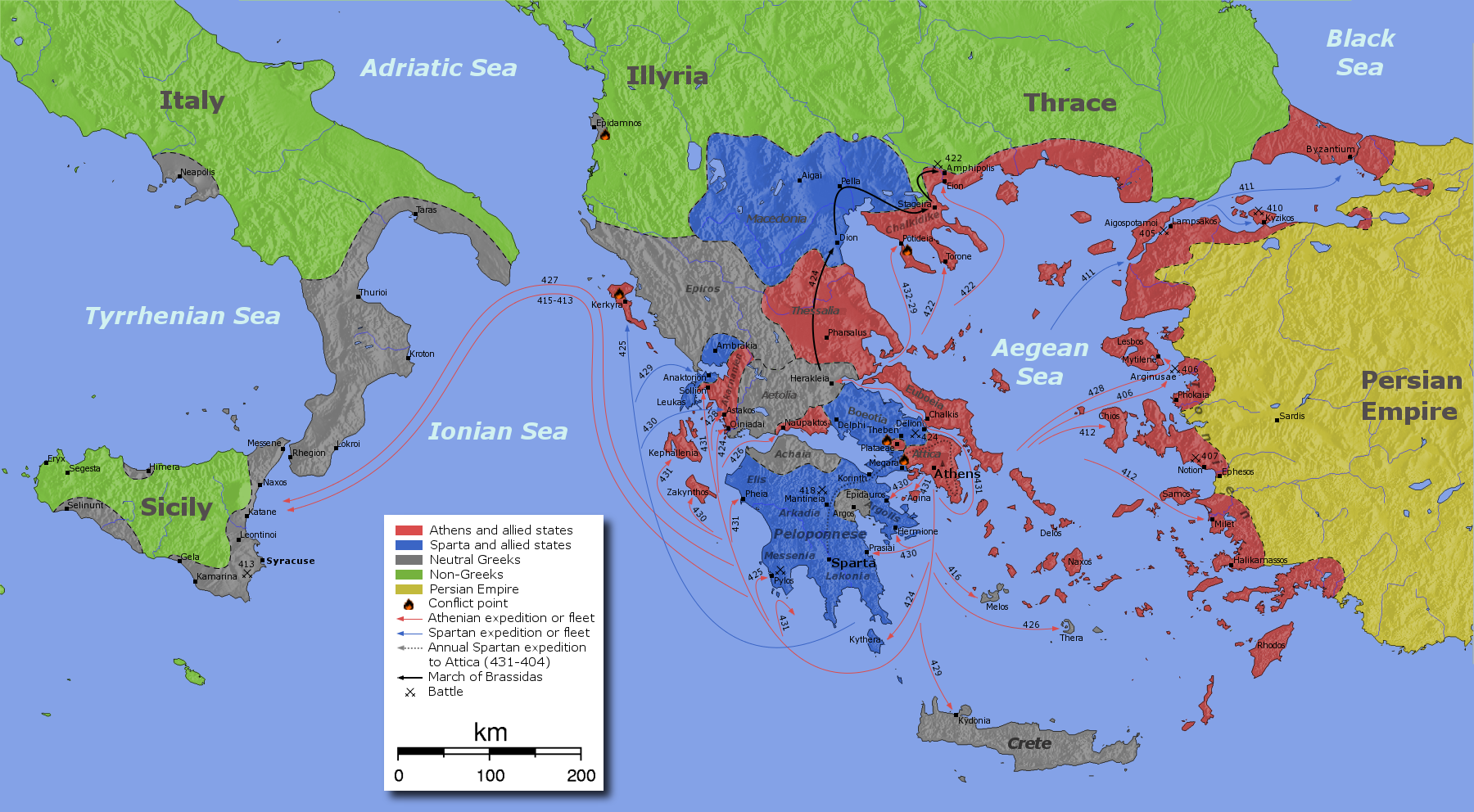
シケリアとペロポネソス戦争

### アテナイとシケリア
それまでアテナイ自身はシケリアに深く関与することはなかったが、ペロポネソス戦争前の紀元前5世紀中ごろから関係は有していた。小規模なシケリア都市国家にとっては、アテナイはシケリア全土を制覇しかねない強大なシュラクサイへの対抗勢力として期待された（シュラクサイはスパルタおよびそのペロポネソス同盟都市と同じくドーリア人都市であり、他方でシケリアにおけるアテナイ同盟都市はイオニア人都市であった）アテナイにとっては、シュラクサイが穀物やその他の支援をペロポネソス同盟に提供するという脅威があると同時に、征服可能な都市でもあった。
紀元前427年、レオンティノイからの救援依頼に応えて、アテナイは20隻の軍船をラケスの指揮の下、シケリアに送っていた。この作戦はレギオン（現在のレッジョ・ディ・カラブリア）を基地として行われ、そこに数年間滞在してアテナイの同盟都市を支援してシュラクサイとその同盟都市と戦ったが、十分な成功を収めることはできなかった。紀元前425年、アテナイは援軍として三段櫂船40隻の増派を計画したが、航海の途中でピュロスの戦い（en）が発生し、艦隊はシケリアに予定通りには到着できなかった。夏も遅くなって艦隊はようやく到着したが、アテナイの同盟都市はすでに戦争に疲れており、シュラクサイと交渉することに同意していた。紀元前424年に開催されたゲラ会議において、シケリア都市国家は「シケリア人のためのシケリア」を基礎とした平和条約を結び、アテナイ艦隊もこれを認めて本国に引き上げた。

### 戦争の状態
紀元前421年にアテナイとスパルタはペロポネソス戦争を終結させるためにニキアスの和約を結び、紀元前415年においても建前上は平和が保たれていた。しかしその講和条件は一度たりとも実行されたことはなかった。スパルタは条約で規定されたアンフィポリスのアテナイへの引渡しを実行せず、アテナイもピュロスを保持したままであった。さらに紀元前418年にはマンティネイアの戦いでアテナイとスパルタは衝突した。アテナイはペロポネソス半島に反スパルタ同盟を設立しようと、アルゴリス、マンティネイア（en）および他のペロポネソス半島都市を支援した。この試みは、アテナイの貴族アルキビアデスが主導したものであり、もし成功すればペロポネソス同盟に対するスパルタの支配を打開できるはずであった。この企ては失敗したものの、アルキビアデスは紀元前417年春には将軍に選出されている。アテナイの外交政策は、ニキアスを中心とする「和平派（親スパルタ派）」とアルキピアデスを中心とする「戦争派」に分断されていた。

## セゲスタからの救援依頼
ゲラ会議で実現した平和は長く続かなかった。会議からしばらくの後、シュラクサイはレオンティノイにおける民主派と寡頭派の対立に介入し、寡頭派を支持した。やがて外部勢力による支配の可能性がレオンティノイ市民を団結させ、両派も合同してシュラクサイに対する戦争が始まった。アテナイは紀元前422年にシケリアに使節を送り、シュラクサイとの戦争の可能性を探ったが、得るものは無かった。紀元前418年には、しかしながら、再びシケリアで紛争が生じ、アテナイが紀元前422年に探った機会が現実のものとなった。紀元前420年代にアテナイと同盟していたセゲスタが、セリヌス（現在のマリネラ・ディ・セリヌンテ）から攻撃され、緒戦に敗北してアテナイに救援を求めてきた。アテナイからの支援を勝ち取るため、セゲスタ市民はアテナイ艦隊の費用を負担するに十分な資産を有していると訴え、まずは60タレント分の銀塊を提供し、さらにアテナイ使節に対しては彼らが有する全ての金や高額な品物をあちこちで繰り返し見せることにより、実際より裕福に見えるように欺いた。

## 論争
アテナイにおいては、セゲスタの使節が民会に対して介入を訴えた。民会の意見はそれまでの主張に沿って二つに分かれた。最終的に民会は遠征軍の派遣を認めたが、兵力は三段櫂船60隻で、重装歩兵は派遣しないとした。遠征軍はニキアス、アルキビアデスおよびラマコスの3人が率いることとなった。トゥキディデスはニキアスの任命は彼の意思に反するものであったと述べているが、民会での論争に関してのそれ以上の詳細は不明である。
最初の民会から5日後、2回目の民会が開催されて遠征の兵站に関する議論が行われた。ここでニキアスは遠征軍の派遣自体を再考慮するように民会に訴えた。いくつかの演説で、ニキアスは遠征に反対する幾つかの異なった論拠を述べた。彼はアテナイ市民に対して、シケリアに遠征軍を送ることとなれば、背後に強力な敵を残したままとなることを思い出させた。ニキアスはアルキビアデスの信頼性にも疑問を呈した。アルキビアデスの同調者は、経験に乏しく、自己愛が強く、自身のためにアテナイを戦争に巻き込むような若者に過ぎないと訴えた。
対してアルキビアデスは、一市民および指導者としての彼の善行を強調して、ニキアスの攻撃をかわした。さらに、アテナイ市民にシケリア同盟都市に対する義務を思い出させ、アテナイに勝利をもたらしてきた積極精神を訴え、またシケリアに上陸すれば現地人からの支援が得られるであろうことを指摘して、彼の遠征計画に対するニキアスの警告に反論した。
民会の意見はアルキビアデスに傾いていた。そこでニキアスは、遠征自体に反対してもこれを取り消すことはできないと判断し、別の戦術を取ることとした。彼はアテナイが対抗することになるシケリア都市の富裕と勢力を述べ、成功させるためには前回認められた以上の大軍を派遣する必要があると訴えたが、このような巨大な遠征部隊は市民の賛同を得られないであろうことを期待してのものであった。しかしニキアスの予想とは反対に、民会は熱狂的に彼の提案を支持し、100隻以上の艦隊と重装歩兵5,000を送ることが可決された。ニキアスのやり方は大失敗に終わった。民会の意思を読み間違えたために、戦略的状況は変わってしまった。60隻の損失は苦痛ではあるが耐え得た。しかし大軍を失うことは破局につながることになる。ドナルド・ケーガンは、ニキアスの介入がなければ、紀元前415年のシケリア遠征は実施されたであろうが、大損害は避けられたであろうと述べている。

## ヘルマの破壊
長い準備の後、艦隊は出港準備を整えた。出航の前日に、誰かが市中に幸運の印として置かれているヘルマ（ヘルメースの胸像が乗っている長方形の柱）を多数破壊した。この事件は遠征に対する悪い予兆であり、また政府転覆の企てであるとして深刻に捉えられた。プルタルコスによると、アルキビデアスの政敵であるアンドロクレスが偽の証人を使って、これはアルキビアデスとその支持者の仕業であると訴えた。アルキビアデスは無実を証明するために、自発的に自身を死刑と求刑する裁判を求めたが（彼の不在の間に政敵が偽の情報をもって訴訟することを避けるためでもあった）、この訴えは退けられた。
アルキビアデスは他の点では非常に人気があり、軍全体の支持を得ていた。また遠征準備期間中にアルゴリスとマンティネイアからの支援も得ていた。結局彼は告訴されず、艦隊は翌日に出帆した。彼の対抗勢力は、しかしながら、アルキビアデスの出発を待って告訴を行った。陸軍が主たる彼の支援者であり、陸軍の遠征中に裁判を行えば、数的に有利になると考えたためである。

## シュラクサイの反応
シケリアで最も裕福で強力な都市であるシュラクサイの市民の多くは、アテナイの遠征は実際にはセゲスタを支援して小さな戦闘を行うためのものであると漠然と考えていた。シュラクサイの将軍ヘルモクラテスは、シケリアの他の都市およびカルタゴからの支援を得ることを提案した。彼はまた、アテナイ軍が上陸する前にイオニア海での海戦を求めた。アテナイはスパルタと戦争中であり、シケリアに戦争を仕掛けるほど愚かではないとして、アテナイはシュラクサイの脅威では無いと論じるものもあり、さらには遠征艦隊の存在自体を信じないものもいた。アテナゴラス（en）はヘモルクラテスほか数人を、政府転覆のために市民の間に恐怖を植えつけようとしていると訴えた。

## 3人の将軍、3つの戦略
この遠征を承認した最初の民会において、ニキアス、アルキビアデス、ラマコスの3人が司令官として選ばれていた。この決定は2回目の民会でも変更されなかった。アルキビアデスはこの遠征の提案者であり、「戦争派」の指導者であった。ニキアスはアルキビアデスに批判的で「和平派」の指導者であった。一方ラマコスは50歳の経験をつんだ軍人であり、喜劇作家アリストパネスの著作『アカルナイの人々』の中では、大ぼら吹きで、永久に貧しい戦士であると風刺されている。彼らの選出の理由は記録されていないが、民会は攻撃的な若い指導者と高齢の保守主義者のバランスを取り、さらにその軍隊経験からラマコスが加えられたものと推定される。
実際に、3人の将軍はそれぞれ異なった戦略を提案した。ニキアスは遠征の地域を限定し、セリヌスに艦隊を向けてセリヌスとセゲスタの問題を解決しようと提案した。その後、セゲスタが遠征の全費用を負担しない限り、シケリア各地で「旗を見せて」アテナイに帰還する。アルキビアデスは外交手段を用いてシケリアに同盟都市を得て、続いてセリヌスとシュラクサイを攻撃することを提案した。ラマコスは奇襲効果を期待して、シュラクサイを直接攻撃し、街の外で野戦を行うことを提案した。直ちに攻撃すれば、シュラクサイの防衛準備は不十分であり、早期に降伏する可能性がある。しかし最終的には、ラマコスはアルキビアデスの案を支持した。

## アテナイ軍上陸

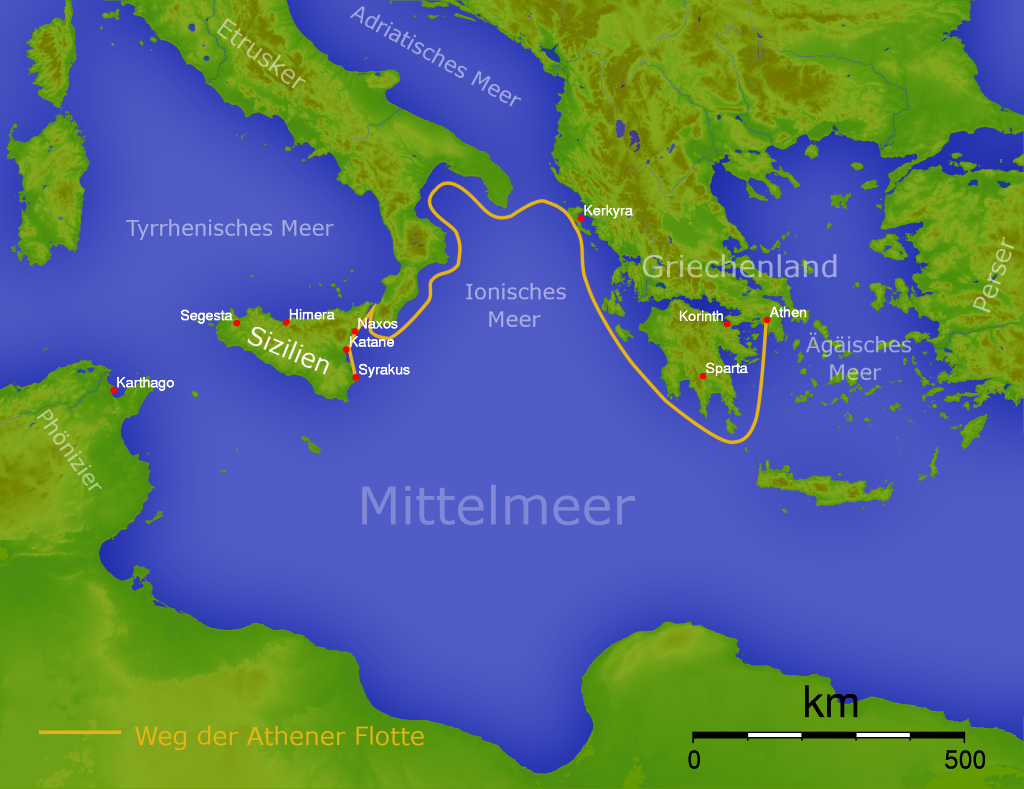
アテナイ艦隊のシケリアまでの航路

アテナイ艦隊はまず同盟国軍と合流するためにケルキラ島に向かい、艦隊をそれぞれの指揮官に割り当て、3つに分割した。また、シケリアでの同盟都市の情勢を探るために3隻が先行して派遣された。この時点で、艦隊は三段櫂船134隻（内100隻はアテナイのもの）、陸上兵力は重装歩兵5,100（内アテナイ兵2,200）、弓兵480、投擲兵700、その他軽装歩兵120、騎兵30、加えて130隻の補給船があった。
南イタリアの海岸沿いのギリシア都市と同盟できる可能性はほとんど無く、さらに先行させた3隻がもたらした情報では、セゲスタには彼らが約束したような資金は無いということであった。ニキアスはこれを予想していたが、他の二人にとっては驚きであった。ニキアスは彼らの戦力をセリヌスに見せ付けた後に帰還すれば良いとし、アルキビアデスはシュラクサイの親アテナイ派を援助し、次にシュラクサイとセリヌスを攻撃すべきと主張した。ラマコスはシケリアの支配的な都市国家であるシュラクサイを直ちに攻撃すべきと述べた。
艦隊はカタナ（現在のカターニア）に進んだが、到着した際にアルキビアデスに逮捕令が出ていることが分かった。ヘルマイ破壊の容疑だけでなく、エレウシスの密儀を行ったとの嫌疑もかけられていた。アルキビアデスは自身の船でアテナイに戻ることに同意したが、イタリア南部のスリイen）に停泊中にペロポネソス半島に向けて脱出し、スパルタへの亡命を求めた。アテナイは欠席裁判で死刑を宣告したが、彼の有罪は証明されたように思われた。スパルタに亡命すると、ペロポネソス同盟都市に対してアテナイの死活的な情報を提供した。
アテナイ艦隊は2つに分割され、陸軍は上陸してセゲスタの騎兵と合流した。アテナイ軍は直ちにシュラクサイを攻撃はせず、一旦カタナで冬営に入った。シュラクサイ軍は攻撃準備を整えてカタナに向けて進軍したが、アテナイ軍が再乗船してシュラクサイに向かったことを知った。シュラクサイ軍は直ちに引き返し戦闘に備えた。

## 初回の戦闘
アテナイ軍はシュラクサイ郊外に上陸し、アルゴリス兵とマンティニア兵を右翼に、他の同盟都市兵を左翼に、アテナイ軍を中央に配置し、縦8列の陣を敷いた。アテナイ軍の方が経験豊富と思われたため、シュラクサイ軍は縦16列の陣でこれに対抗した。シュラクサイ軍は1,200の騎兵を有しており、これはアテナイ軍を大きく上回っていた。アテナイ軍は、自軍の方が経験豊富で強力であると信じ、先手をとって攻撃を開始した。シュラクサイ軍の反撃は予想に反して強力であったものの、アルゴリス兵はシュラクサイ軍左翼を押し返し、これがきっかけで残りの兵も逃走し始めた。しかしシュラクサイ軍騎兵はアテナイ軍の追撃を阻止し、全軍の崩壊を食い止めた。シュラクサイ軍の損失はおよそ260、アテナイ軍の損失はおよそ50であった。その後、アテナイ軍は冬営のために船でカタナに戻った。

## 紀元前415年冬――紀元前414年春
ヘルモクラテスはシュラクサイ軍の再編を提案した。彼は15人もいた将軍を3人に減らしたかった。ヘルモクラテス、ヘラクレイデス（en）、シカヌスの3人が選出され、ヘルモクラテスはコリントスとスパルタに救援を依頼した。冬の間、アテナイは軍資金と騎兵をシケリアに送り、他方シュラクサイはいくつかの砦を作り城壁を延長した。
他方、ヘルモクラテスはカマリナ（現在のラグーザ県ヴィットーリアのスコグリッティ地区）を訪れて同盟を求めたが、アテナイのアルコン（最高官）であったエウフェムスもまたカマリナとの同盟を求めた。ヘルモクラテスはカマリナとシケリアの他の都市がシュラクサイと一体となってアテナイに対抗することを望んだが、他方でエウフェムスはシュラクサイは単にカマリナを支配したいだけであり、自由を維持したければアテナイと同盟すべきと述べた。カマリナはどちらとも同盟を結ばないことを決定したが、しかし秘密裏にシュラクサイに兵を送った。
このため、アテナイはカルタゴとエトルリアに支援を求め、さらにアテナイ、シュラクサイともにイタリア半島のギリシア都市の支援を得ようとした。コリントスでシュラクサイの使節はスパルタのために働いていたアルキビアデスに面会した。アルキビアデスはスパルタに対して、もしシケリアが征服されれば、続いてアテナイはペロポネソス半島を侵略するであろうこと、したがってシュラクサイに援軍を送ると同時にアテナイ近くのデケレア（en）を占領して要塞化するように進言した。アルキビアデスは、アテナイはデケレアの占領を何よりも恐れていると述べた。スパルタはこの提言を受け入れ、ギュリッポスを遠征軍の司令官に任命した。
紀元前414年春、アテナイから騎兵300、騎乗弓兵30の援軍と300タレントの軍資金が送られてきたが、この資金は400騎以上のシケリアの同盟都市の騎兵への支払いに使われた。夏になって、アテナイ軍はディオミルスと600のシュラクサイ兵が守るエピポライ台地近くに上陸した。この攻撃でディオミルスとシュラクサイ兵300が戦死した。

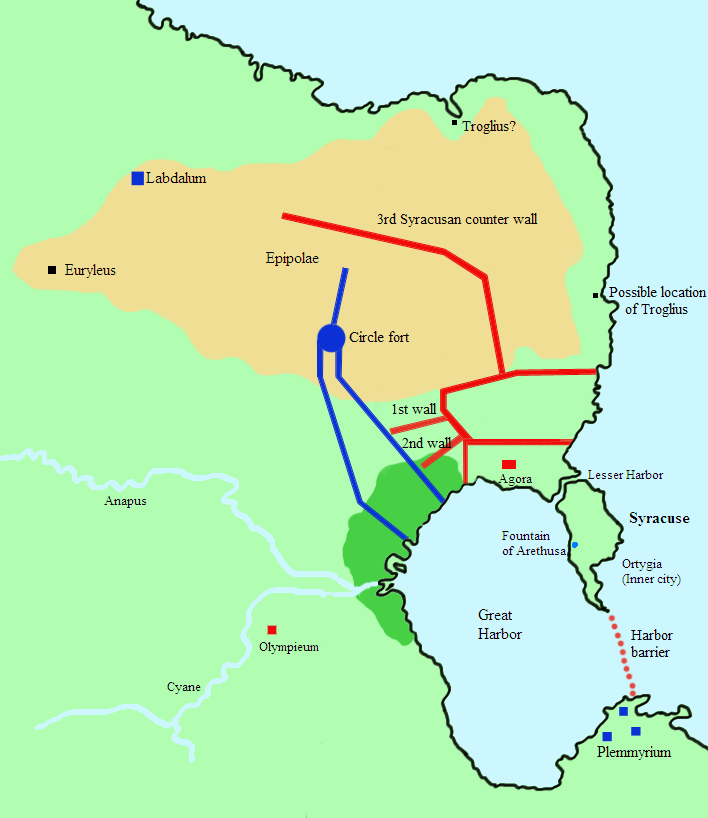
シュラクサイの城壁と対塁壁（赤）とアテナイの攻城堡塁（青）

アテナイ軍はエピポライ台地にラブダロン砦と「円形砦」を建て、円形砦から壁と溝を延ばし、攻城堡塁を築いてシュラクサイを封鎖しようとした。一方のシュラクサイも城壁から反撃用の対塁壁の建築を始めた。アテナイ兵300が最初の対塁壁の一部を破壊したが、シュラクサイは別の対塁壁の建設を始めた。この対塁壁は溝も併設されており、アテナイの攻城堡塁が海まで達するのを阻害した。別のアテナイ兵300がこの対塁壁を攻撃して占領したが、シュラクサイ軍は反撃しラマコスは戦死した。このため、最初に選出された3人の司令官のうち、残ったのはニキアスだけとなった。シュラクサイ軍はアテナイの攻城堡塁を約300メートルにわたって破壊したが、ニキアスが守る円形砦の破壊には失敗した。ニキアスがシュラクサイ軍の攻撃を撃退した後、アテナイ軍はついに攻城堡塁を海まで進め、シュラクサイの南方は陸上から封鎖された。さらに艦隊を湾内に入れて海上封鎖も実施した。シュラクサイはヘルモクラテスとシカヌスを解任し、ヘラクリデス、ユークレスおよびテリアスを将軍に任命した。

## スパルタ介入
この直後、スパルタの将軍ギュリッポスがシュラクサイの救援要請に応えてヒメラ（現在のテルミニ・イメレーゼの東12キロメートル）に上陸した。ギュリッポスは海兵隊700、重装歩兵1,000、騎兵100およびシケリア兵1,000を率いてシュラクサイに向かった。スパルタ軍はエピポライ台地に対塁壁を建設しようとしたが、初回はアテナイ軍に撃退された。しかしながら2回目の戦闘では、騎兵と投槍兵を上手く用いてアテナイ軍を撃退した。シュラクサイ軍が対塁壁を完成させると、アテナイ軍の攻城堡塁は役に立たなくなった。エラシニデスが率いるコリントスの艦隊も到着した。
ニキアスは疲弊し、また病を得ており、今やシュラクサイを占領するのは不可能と信じるようになっていた。伝令を用いての口頭での連絡だけでは不確実と見て、アテナイに対して撤退かあるいは大規模な援軍を送ることを求めた書簡を送った。ニキアスは全軍の撤退はないにしても自身の解任を予測していたが、それに反してアテナイはデモステネスとエウリュメドンが率いる増援軍を送ることとした。エウリュメドンは船10隻と共に直ちに出発し、デモステネスはやや遅れて主力軍を率いて出発した。他方、紀元前413年初頭にスパルタはアルキビアデスの助言を容れてデケレアの要塞化を開始し、その阻止に向かったアテナイ軍を殲滅した。
エウリュメドンがまだ到着する前に、ギュリッポスの80隻（内、三段櫂船35隻）のシュラクサイ艦隊は湾内の60隻（内三段櫂船25隻）のアテナイ艦隊を攻撃した。また、陸軍も同時に攻撃をかけた。海上の戦いはアテナイが勝利したが（アテナイの損失3隻に対してシュラクサイの損失11隻）、シュラクサイ・スパルタ陸軍はアテナイ陸軍に勝利し、二つの砦を占領した。この結果、ギュリッポスは中立を保っていたシケリア都市に対して、シュラクサイ側につくことを確信させることに成功した。

## デモステネス到着
デモステネスとエウリュメドンは73隻の船と5,000の重装歩兵と共に到着した。アテナイ艦隊が到着すると、湾内で80隻のシュラクサイ艦隊がこれに攻撃をかけた。海戦は2日間続いたが、決着はつかなかった。シュラクサイ艦隊は撤退するふりをして、アテナイ艦隊の食事中に奇襲をかけたが、7隻を沈めたに留まった。
デモステネスは上陸すると、エピポライ台地のシュラクサイ軍対塁壁に夜襲を行った。この攻撃で壁を破壊することに成功したが、スパルタ軍のボイオーティア兵が撃退した。多くのアテナイ兵が崖から落ちて死に、また逃走した残りの兵の一部も殺された。
結局デモステネスの到着はアテナイ軍に大きな影響を与えなかった。アテナイ軍野営地は湿地帯の近くにあり、ニキアスも含めて多くが病気になっていた。これを見たデモステネスは、デケレアを奪取したスパルタからアッティカを守るためにアテナイに撤退すべきと考えた。当初は遠征に反対していたニキアスは、シュラクサイにもスパルタにも、さらにアテナイ本国にも弱みを見せたくなかった。もし撤退したらアテナイで敗北の責任を問われて裁判にかけられる可能性が高かった。ニキアスはシュラクサイの軍資金がやがて尽きることを期待しており、さらにシュラクサイ内部に親アテナイ勢力があって反乱の準備ができているとの情報も得ていた。デモステネスとエウリュメドンは不本意ながらもニキアスが正しいだろうと同意した。しかしペロポネソス同盟の援軍が到着すると、ニキアスも撤退に合意した。

## 二回目の戦闘
アテナイ軍が故郷に向かう航海の準備を行っていた8月28日、月食が起こった。トゥキディデスによると、ニキアスは非常に迷信深い人物であり、神官達にどうすべきかを尋ねた
。神官達は27日間出帆を待つべきと伝え、ニキアスはこれを受け入れた。シュラクサイはこの機会を利用し、76隻をもって湾内の86隻のアテナイ海軍を攻撃した。アテナイ海軍は敗北し、エウリュメドンは戦死した。多くのアテナイ船はギュリッポスが待ち受ける岸に押し込まれた。ギュリッポスは自ら何人かの乗員を殺し、着岸した18隻を鹵獲したが、アテナイ軍とエトルリア軍がギュリッポスを後退させた。
アテナイ軍は今や悲惨な状態にあった。9月3日、シュラクサイは湾の入り口を完全に封鎖し、アテナイ艦隊を閉じ込めた。街の外では、アテナイ軍は傷病兵のために城壁で囲まれた小さな砦を建設し、残りの兵は最後の戦闘に望んだ。9月9日、最後の海戦が行われた。アテナイ艦隊はデモステネス、メナンドロス、エウシデムスに率いられ、シュラクサイ艦隊はシカヌス、アガトクレスが両翼を、中央をコリントスのピテンが率いていた。両軍ともに戦力は100隻前後であった。
アテナイ艦隊は密集しており、機動を行う十分な空間がなかった。あちこちで船同士の衝突が起こり、有利な位置を占めたシュラクサイ船はアテナイ船に簡単に衝角攻撃を実施できた。両軍共に弓、投槍の攻撃を行った。シュラクサイ船は甲板を獣皮で覆っており、アテナイの鉤縄を跳ね返した。
それでもしばらくは戦闘の勝敗は明確で無かったが、最終的にはシュラクサイ艦隊はアテナイ艦隊を海岸に追い詰め、乗員は脱出して自軍の野営地に逃げ込んだ。両軍ともにおよそ半数の船を失っていたために、デモステネスは再度乗員を乗船させて突破を試みようとし、ニキアスもこれに合意した。しかし兵士は恐れてこれに従わなかった。このため、陸路で脱出することとした。ヘモルクラテスはアテナイ軍に対して、内部にスパイがいること、内陸部の道路は封鎖されていること、従って脱出しないほうが安全であるとの偽情報を流した。アテナイ軍が躊躇している間に、ギュリッポスは実際に道路を封鎖したが、シュラクサイ軍が海岸にあったアテナイ船を焼却したために、内陸に逃れる以外の方法は無かった。

## シュラクサイ勝利

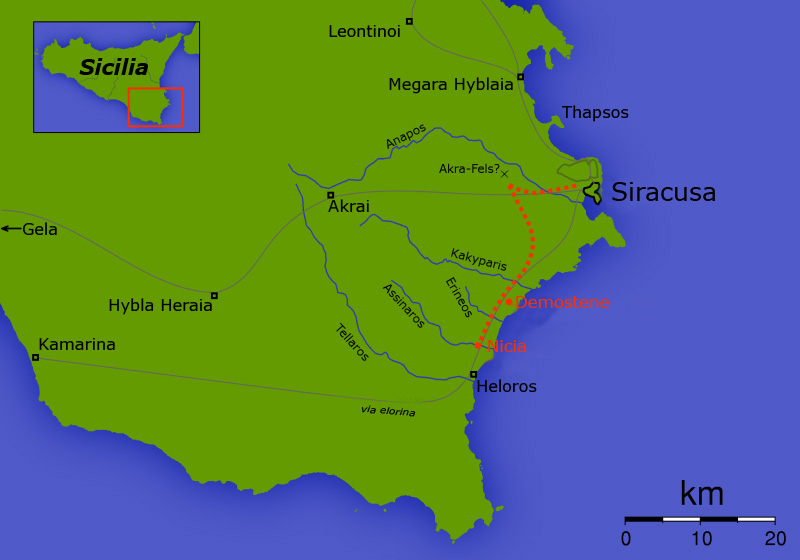
シュラクサイからのアテナイ軍敗走経路

9月13日、アテナイ軍は傷病兵を残し、遺体を埋葬もせず、野営地を出発した。生存者は非戦闘員も含めて40,000であり、いくらかの傷病者も行けるところまで這うように追っていった。脱出の途中で、アナパス川（en）を守っていた小規模なシュラクサイ軍に勝利したが、シュラクサイ軍騎兵と軽歩兵が嫌がらせ攻撃を続けた。エリネウス川近くでデモステネスとニキアスは別れたが、デモステネスはシュラクサイ軍に攻撃されて兵6,000と共に降伏した。残りの兵はニキアスと共にアシナルス川（en）に向かったが、川が近づくと兵士は飲み水にありつこうと急ぎ、大混乱が生じた。あるものは踏みつけられて圧死し、また兵士同士での喧嘩も生じた。川の対岸ではシュラクサイ兵が待ち構えており、アテナイ兵はほとんど虐殺されてしまった。死者の数の点では、この遠征で最大の敗北であった。ニキアスは紀元前421年の平和条約において彼が果たした役割をスパルタが覚えていることを期待して、個人的にギリッポスに降伏した。少数の兵のみがカタナにたどり着くことができた。
捕虜の数は7,000に達し、シュラクサイ近郊の石切り場に送られた。このような多人数を収容できる場所が他になかったのである。ギリッポスの命令に反して、デモステネスとニキアスは処刑された。残りは劣悪な環境で10週間を過ごし、アテナイ人以外は奴隷として売られた。アテナイ人は石切り場にとどめおかれ、疾病か飢餓で徐々に死んでいった。ほんの少数の生存者のみがアテナイにたどり着き、この悲劇の報告をもたらした。

## アテナイの反応
アテナイの市民は、最初はこの敗北を信じなかった。プルタルコスは対比列伝のニキアス伝で以下のように記載している。
アテナイ人は、この知らせをもたらした男のためでもあるが、最初は自軍の敗北を信じなかったと言われている。ピレウスを訪れた旅人が、床屋に来てアテナイ人にとっては周知のことであるかのように、敗北の話を始めた。これを聞いた床屋は、知人に知らせる前に大急ぎで街に走り、アルコン（街の最高官）にこのことを知らせ、まもなくこの話は大衆の間に広がった。当然ではあるが恐怖と驚愕が広がったために、アルコンは民会を召集してこの知らせをもたらした男に、どうやってこのことを知ったかを質問した。この男は満足に答えることができず、偽の情報を広めて混乱を起こしたとの罪で、この敗北に関する次の知らせがもたらされるまでの長い間、車輪に縛り付けられてしまった。ニキアスがしばしば予測していた悲劇であるが、実際に起こったと信じることは難しかった。
敗北の大きさが明らかになると、パニックが発生した。スパルタがデケレアをすでに占領しているため、アッティカも容易に占領されると思われた。
また敗北は他の都市国家の政治にも影響を与えた。それまで中立を維持していた都市は、ペロポネソス戦争でのアテナイの敗北は近いと考えて、スパルタ側についた。デロス同盟に加盟していたアテナイの同盟都市の多くも反旗を翻した。アテナイは直ちに艦隊の再建を始めたものの、同盟都市の離脱に対してできることはほとんど無かった。およそ10,000の重装歩兵が消滅し、もちろんこれも大打撃ではあったが、最大の懸念はシケリアに派遣した大艦隊を失ったことであった。三段櫂船は再建できるが、シケリアで失った30,000に達する経験あるこぎ手の代替は不可能であった。再建された艦隊のこぎ手は、十分に訓練されていない奴隷を使うしかなかった。
紀元前411年、アテナイでは民主政に代わって寡頭制が導入され、ペルシア帝国までもがスパルタ側に立って参戦した。状況はアテナイにとって恐ろしいものであったが、数年の間に回復することができた。寡頭制は停止され、キュノスセマの海戦（en）にアテナイは勝利した。しかしながら、シケリア遠征の失敗は、実際にはアテナイの終わりの始まりであった。紀元前404年にアテナイは敗北し、スパルタに占領された。

## 参考資料
- Nancy Demand, A History of Ancient Greece. McGraw-Hill, 1996. ISBN 0-07-016207-7
- Donald Kagan, The Peace of Nicias and the Sicilian Expedition. Cornell University Press, 1981. ISBN 0-8014-1367-2
- Thucydides, History of the Peloponnesian War.